# Masatoshi Wakabayashi
Masatoshi Wakabayashi (jap. 若林 正俊 Wakabayashi Masatoshi; ur. 4 lipca 1934 w Shinonoi, zm. 11 listopada 2023) − japoński polityk, minister.

## Życiorys
Był politykiem Partii Liberalno-Demokratycznej. W okresie od 26 września 2006 do 27 sierpnia 2007 był ministrem ds. środowiska w rządzie premiera Shinzō Abe, a od 1 sierpnia również minister rolnictwa, leśnictwa i rybołówstwa. Do tego ostatniego resortu powrócił 3 września po dymisji ministra Takehiko Endō i na tym stanowisku pozostał też w następnym rządzie premiera Fukudy do 1 sierpnia 2008.